# Парламентские выборы в Кыргызстане (1995)
Первые в истории независимого Кыргызстана парламентские выборы в тогда ещё двухпалатный Жогорку Кенеш I созыва прошли в два тура, первый тур — 5 февраля, второй тур — 19 февраля 1995 года. Явка избирателей составила 76,0 %. 67 из 105 мест выиграли разношёрстные независимые кандидаты, став доминирующей силой парламента. Из политических партий большинство мест смогла занять позиционирующая себя оппозиционной Социал-демократическая партия Кыргызстана — 14 мест. В парламент также вошли ещё 10 политических партий и движений. Выборы были признаны большинством стран мира как относительно свободные.
Так как тогдашний президент республики Аскар Акаев и премьер-министр Апас Джумагулов были беспартийными, ни одна политическая сила, участвовавшая на этих выборах не позиционировала себя пропрезидентской или провластной. На выборы были допущены все официально зарегистрированные в республике политические партии и движения. На выборах также могли выдвигать свою кандидатуру независимые и беспартийные кандидаты.

## Результаты
| Партия                                             | Голосов | Мест |
| -------------------------------------------------- | ------- | ---- |
| Независимые кандидаты                              | 63,8 %  | 67   |
| Социал-демократическая партия Кыргызстана          | 13,3 %  | 14   |
| Партия национального возрождения «Асаба»           | 3,8 %   | 4    |
| Партия «Единство Кыргызстана»                      | 3,6 %   | 4    |
| Социалистическая партия «Ата-Мекен»                | 3,0 %   | 3    |
| Партия коммунистов Кыргызстана                     | 2,9 %   | 3    |
| Республиканская демократическая партия Кыргызстана | 2,8 %   | 3    |
| Республиканская народная партия Кыргызстана        | 2,7 %   | 3    |
| Демократическое движение Кыргызстана               | 1,4 %   | 1    |
| Аграрная партия Кыргызстана                        | 1,2 %   | 1    |
| Демократическая партия женщин Кыргызстана          | 0,9 %   | 1    |
| Аграрно-трудовая партия Кыргызстана                | 0,6 %   | 1    |
| Всего                                              | 100 %   | 105  |
| Источник: Nohlen et al.                            |         |      |